# Chivas Coras Tepic
Chivas Coras Tepic – nieistniejący już meksykański klub piłkarski z siedzibą w mieście Tepic, stolicy stanu Nayarit. Funkcjonował w latach 2005–2006. Domowe mecze rozgrywał na obiekcie Estadio Nicolás Álvarez Ortega. Był klubem filialnym Chivas de Guadalajara.

## Historia
Klub powstał w lipcu 2005, kiedy to klub Chivas de Guadalajara ogłosił, że jego drugoligowa filia Chivas La Piedad przeniesie swoją siedzibę do miasta Tepic i zmieni nazwę na Chivas Coras Tepic. Do przenosin doszło dzięki porozumieniu z grupą lokalnych inwestorów, którzy zobowiązali się do administrowania klubem, podczas gdy Chivas odpowiadali za kwestie sportowe oraz pokrywali koszty dojazdów na mecze.
Zespół występował w rozgrywkach drugoligowych przez rok z dobrymi wynikami – zarówno w sezonie Apertura 2005, jak i w sezonie Clausura 2006 zajął pierwsze miejsce w tabeli (na pięć drużyn w grupie). Z decydującej fazy play-off obydwa razy odpadli w ćwierćfinale. Większość kadry stanowili młodzi wychowankowie akademii juniorskiej Chivas de Guadalajara, a skład uzupełniali doświadczeni gracze związani w przeszłości z Chivas. W ciągu tygodnia piłkarze trenowali w Guadalajarze, zaś do Tepic przyjeżdżali tylko na mecze domowe.
Latem 2006 klub zakończył działalność – zarząd Chivas zadecydował o przeniesieniu Chivas Coras do Guadalajary i zmianie nazwy na CD Tapatío.

## Zawodnicy
- Omar Aguayo (2005)
- Gandhi Álvarez (2005–2006)
- Patricio Araujo (2006)
- Sergio Arias (2006)
- Christian Armas (2005–2006)
- Sergio Ávila (2005–2006)
- Xavier Báez (2005–2006)
- Joaquín Barbosa (2005–2006)
- Jorge Barrera (2005–2006)
- Edwin Borboa (2005–2006)
- Héctor Castro (2006)
- Paulo César Chávez (2005–2006)
- Ángel Díaz (2005)
- Omar Esparza (2006)
- Álvaro Estrada (2006)
- Julio Estrada (2005–2006)
- Alejandro Galván (2006)
- Johnny García (2006)
- Saúl García (2005)
- Juan Garza (2005–2006)
- Javier Hernández (2005–2006)
- Víctor Hugo Hernández (2005–2006)
- Arturo Ledesma (2006)
- Emilio López (2005–2006)
- Mario de Luna (2006)
- Jonny Magallón (2005–2006)
- Emilson Mayoral (2006)
- Alberto Medina (2006)
- Edgar Mejía (2006)
- Luis Michel (2005–2006)
- Álvaro Montaño (2005–2006)
- Jesús Morales (2005–2006)
- Mauricio Mosqueda (2005)
- Lauro Muñoz (2005–2006)
- Jesús Padilla (2005–2006)
- José Antonio Patlán (2005–2006)
- Tomás Quiñones (2005–2006)
- Marco Parra (2005–2006)
- Max Pérez (2005–2006)
- Christian Ramírez (2005–2006)
- Héctor Ramírez (2005)
- Renato Rivera (2005–2006)
- Roberto Rivera (2005–2006)
- Sergio Rodríguez (2005–2006)
- Ricardo Sánchez (2005)
- Edgar Solís (2005–2006)
- Alfredo Talavera (2005–2006)
- César Valdovinos (2006)
- Alejandro Vela (2005–2006)
- Daniel Velázquez (2005–2006)

Pogrubioną czcionką zaznaczono reprezentantów kraju.

## Trenerzy
- Luis Manuel Díaz (2005–2006)[1]